# Nicola Fabrizi
«Нікола Фабріці» (італ. Nicola Fabrizi) — ескадрений міноносець типу «Джузеппе Ла Маса» ВМС Італії першої половини XX століття.

## Історія створення
«Нікола Фабріці» був закладений 1 вересня 1916 року на верфі «Cantiere navale di Sestri Ponente» в Генуї. Спущений на воду 18 липня 1917 року, вступив у стрій 12 липня 1918 року.
Свою назву отримав на честь італійського політика і військовика Нікола Фабріці.

## Історія служби

### Перша світова війна
3 листопада 1918 року «Нікола Фабріці» разом з есмінцями «Аудаче», «Джузеппе Міссорі», «Джузеппе Ла Маса» та броненосцем «Амміральйо ді Сан-Бон» доставив з Венеції у Трієст 200 карабінерів генерала Карло Петітті ді Рорето (італ. Carlo Petitti di Roreto), які окупували місто.

### Міжвоєнний період
У 1929 році корабель був перекласифікований у міноносець.

### Друга світова війна
Зі вступом Італії у Другу світову війну «Нікола Фабріці» був включений до складу VII ескадри есмінців (куди також входили «Джакомо Медічі», «Енріко Козенц» і «Анджело Бассіні»), яка базувалась в Бріндізі. Під час війни ескадра діяла переважно у Верхній Адріатиці і Тірренському морі.
31 жовтня «Нікола Фабріці» у складі спеціальної ескадри (італ. «Forze Speciali») брав участь у прикритті атаки на Корфу І потім у висадці десанту у Вльорі, після чого повернувся до супроводу конвоїв.
у ніч з 11 на 12 листопада 1940 року італійський конвой з 4 транспортів у супроводі есмінця «Нікола Фабріці» під командуванням лейтенанта Джованні Барбіні та допоміжного крейсера «Ramb III» під командуванням капітана 2-го рангу Франческо де Анджеліса (італ. Francesco De Angelis) рухався з Албанії до берегів Італії. В протоці Отранто конвой був атакований британською ескадрою (легкі крейсери «Орайон», «Сідней» і «Аякс», есмінці «Нубіан» і «Моугок») під командуванням адмірала Прідгам-Вайпелля.
Побачивши явну перевагу британців, Франческо де Анджеліс вирішив утікати, покинувши конвой. Барбіні ж контратакував ворога, викликаючи на себе його вогонь, сподіваючись, що транспорти зможуть врятуватись. «Нікола Фабріці» отримав численні пошкодження, італійський конвой був потоплений.
Барбіні, важко поранений, не покинув командний місток, допоки корабель не прибув до свого порту.. За цей подвиг Джованні Барбіні був нагороджений Золотою медаллю «За військову доблесть».
Зазнавши пошкоджень, наприкінці 1940 року корабель пройшов ремонт та модернізацію. На ньому були демонтовані 102-мм і 76-мм гармати, натомість було встановлено вісім 20-мм зенітних гармат. Два 450-мм торпедні апарати були замінені на три 533-мм.
7 вересня 1941 року «Нікола Фабріці» супроводжував з Неаполя до Мессіни пароплави «Spezia» і «Livorno».
Після капітуляції Італії «Нікола Фабріці» і «Джачінто Каріні» перейшли на Мальту, де приєднались до інших італійських кораблів. Протягом 1943—1945 років вони здійснювали супровід кораблів союзників біля берегів Південної Італії.

### Післявоєнна служба
У 1953 році застарілий корабель був перекласифікований у тральщик, йому був присвоєний номер «M 5333».
1 лютого 1957 року корабель був виключений зі складу флоту і зданий на злам.